# Endodoncia
La endodoncia (de endo-, dentro, en el interior y odontos, diente) es la disciplina científica, rama de la odontología y la estomatología, que se ocupa del estudio y tratamiento de las enfermedades de la «pulpa dentaria». Recibe el mismo nombre el tratamiento consistente en la extirpación de esta pulpa dentaria (cuando se encuentra inflamada o infectada) para la posterior obturación terapéutica y el sellado del conducto radicular con un material inerte, con el fin de devolver la funcionalidad mediante la permanencia de la pieza dentaria respecto a su alveolo. Para lo perteneciente o relacionado con la «endodoncia», se utilizan los adjetivos: «endodóntico» y «endodóncico».
También se le conoce como tratamiento de conducto.
Tejido Pulpar
El tejido blando localizado en el interior del diente, en la cavidad pulpar, y que contiene el nervio, los vasos sanguíneos y el tejido conectivo. En ocasiones se le denomina erróneamente “nervio”, aunque hemos visto que este está contenido dentro pulpa del diente.

## Descripción e indicaciones

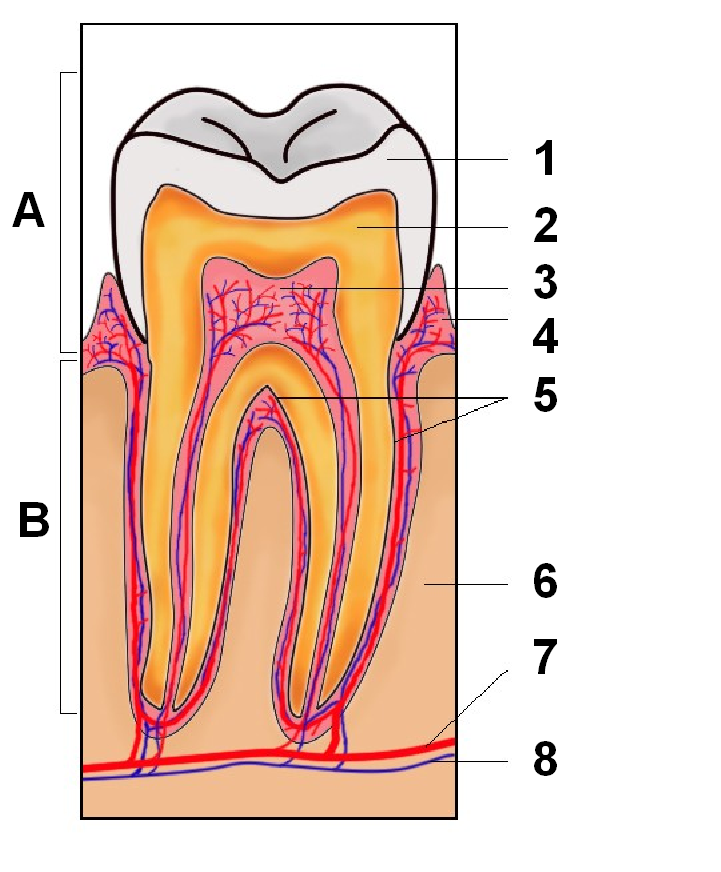
Pieza dental normal: 1. Esmalte, 2. Dentina, 3. Pulpa.

La terapia endodóntica consiste en la extirpación total de la pulpa dentaria. Se aplica en piezas dentales fracturadas, con caries profundas que presentan lesiones en su tejido pulpar que se conocen como pulpitis. Esta es irreversible y la única opción terapéutica es la extirpación total de la pulpa dentaria, y la obturación tridimensional del conducto dentario. La pulpitis está frecuentemente provocada por caries dentales profundas que alcanzan la pulpa y producen infección en la misma, originando dolor continuo y permanente que aumenta con estímulos fríos, calientes, alimentos dulces o ácidos. 
No siempre estará indicada la endodoncia en dientes con pulpa necrótica o lesión irreversible, se podrá optar por la extracción de la pieza dental cuando existe imposibilidad de restaurar la misma, se han producido reabsorciones dentales importantes, existen perforaciones de las raíces dentales, fracturas verticales o enfermedad periodontal grave. También en dientes sin valor estético o funcional, por ejemplo en muelas del juicio sin antagonista con el que pueda ocluir para masticar o en otras circunstancias.

## Técnica

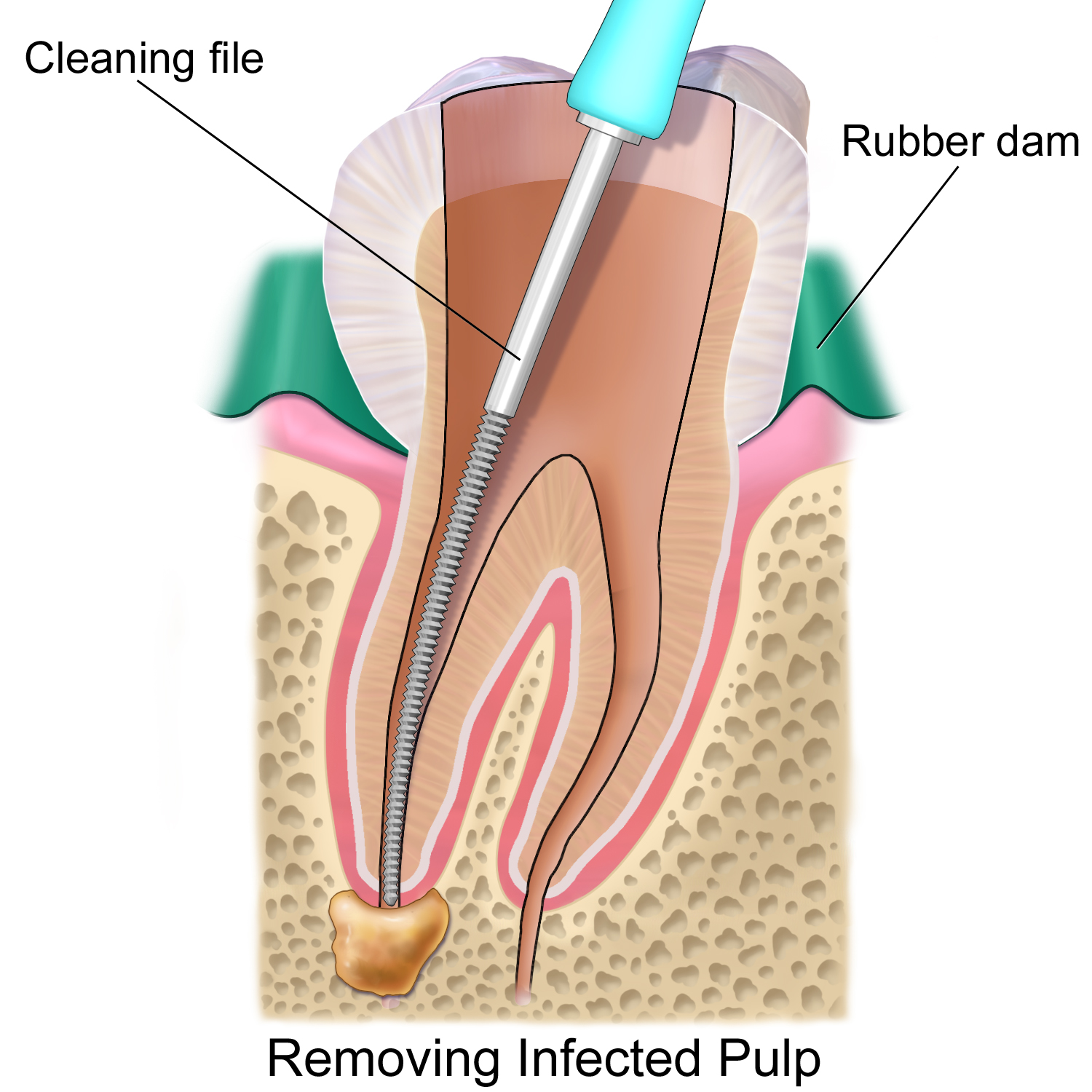
Realización de una endodoncia, eliminación de la pulpa dentaria infectada.

- Limpiar el sistema de conductos radiculares: bacterias, agujas cálcicas pulpares, tejido necrótico, etc., con el fin de dejar el conducto lo más aséptico posible. Nunca se conseguirá que sea totalmente estéril, solamente se trata el conducto principal de cada raíz y no los numerosos conductos accesorios inaccesibles a la instrumentación biomecánica pero accesibles a las sustancias irrigadoras del conducto radicular en forma medicamentosa.
- La obturación del conducto radicular tridimensional con forma y tamaño adecuados: se da forma cónica de la corona dental al ápice del diente. Se crea un tope oclusal para que se quede justo a la longitud de trabajo, esto es, que el relleno esté ajustado a la longitud de la raíz y por último, habrá que respetar la morfología original del conducto.
- Conseguir el sellado del tercio apical y del resto del conducto. Los cementoblastos van a producir cemento que cierra el ápice, consiguiendo el éxito histológico de la terapéutica del conducto radicular.

## Fases
- Diagnóstico. Es imprescindible para asegurar que la lesión ha alcanzado la pulpa y ha producido una lesión irreversible en ésta; además se obtienen otros valiosos datos sobre la anatomía y número de raíces y si hay alguna otra afectación, por ejemplo un absceso periapical.
- Anestesia.
- Aislamiento.
- Apertura.
- Conductometría. Mediante métodos convencionales, como son las limas o electrónicos con el LEA (localizador electrónico de ápice) hallamos la distancia que hay hasta el ápice y lo corroboramos con la radiografía de conductometría.
- Instrumentación.
- Obturación.  Consiste en reemplazar el contenido natural patológico de los conductos radiculares por materiales inertes bien tolerados por los tejidos próximos a la raíz dental, con la finalidad de sustituir la pulpa dentaria destruida por la infección o extirpada, por una masa inerte y evitar de esta forma infecciones posteriores.
- Control. Al final del proceso se utiliza la radiografía para comprobar el resultado final, verificando que se hayan rellenado por completo los conductos radiculares así como una buena longitud de los mismos.

### Diagnóstico

#### Anamnesis
Como en todo procedimiento médico, el proceso comienza con una historia clínica general y específica dental en la que hay que tener en cuenta ciertos aspectos como los antecedentes personales, enfermedades cardiacas o pulmonares, utilización de fármacos anticoagulantes, etc. Se realiza una evaluación subjetiva del dolor. El profesional puede preguntar por el tipo y localización del dolor, la intensidad del mismo, si el dolor es suave, la lesión pulpar será, probablemente, una lesión reversible, por el contrario, un dolor intenso indica que la lesión pulpar será irreversible. Por lo general habrá una lesión pulpar reversible cuando el dolor sea provocado, dure menos de un minuto y duela al frío, y será una lesión pulpar irreversible, y, por lo tanto, indicación de endodoncia o extracción, si duele espontáneamente, durante más de 1 minuto y aumenta de intensidad al aplicar calor. Si la aplicación de frío sobre la pieza —por ejemplo mediante enjuagues con agua fría— produce alivio del dolor, puede existir una lesión irreversible de la pulpa denominada pulpitis purulenta.

#### Inspección
Se hará una inspección fuera de la boca en busca de fístulas extraorales que delatan la muerte pulpar del diente que fistuliza, y una palpación en busca de un flemón u otras alteraciones. Posteriormente, se visualiza el interior de la cavidad oral para encontrar anomalías, como endodoncias anteriores o fístulas intraorales. 
IRRIGACION EN ENDODONCIA
La técnica consiste en insertar la aguja en el conducto, pero procurando no obliterarlo para facilitar la circulación de retorno y que en ningún momento pueda penetrar más allá del ápice, e inyectar lentamente de medio a dos centímetros cúbicos de la solución irrigadora, para que la punta de aguja, plástico o goma del aspirador absorba todo el líquido que fluye del conducto. El líquido de retorno también puede ser recogido en un rollo de algodón o gasa. 

#### Pruebas clínicas
- Pruebas de sensibilidad. Lo que se busca es la respuesta dolorosa a un estímulo o la ausencia de esta. hay dos métodos para determinar la sensibilidad pulpar: Pruebas térmicas en las que se aplica frío, si hay reacción, por parte del paciente, notando frío intenso indica pulpa vital, si esta sensación tarda en desaparecer indica lesión irreversible pulpar. Si hubiera dolor al calor aplicado tendríamos lesión irreversible de la pulpa llamada pulpitis irreversible. También se realizan pruebas eléctricas, usando el pulpómetro que mide la reacción de las terminaciones nerviosas pulpares.
- Exploración periodontal mediante sondaje periodontal y  estudio de la movilidad y perirradiculares mediante percusión y palpación.

#### Radiología
Se realizan radiografías periapicales, las pulpas vitales y patológicas no son visibles en la radiografía. Las pulpas necróticas pueden producir o no cambios radiográficos en estadios iniciales, para ser claramente visible el proceso inflamatorio debe extenderse hasta la cortical ósea. Las lesiones perirradiculares se caracterizan por pérdida apical de la lámina dura donde hay un ensanchamiento por necrosis, presencia de radiolucidez apical.

## Obturación
Con el sustantivo «obturación» en endodoncia no nos referimos al término genérico en odontología de obturar como lo comúnmente llamado empastar, sino a «rellenar» la raíz después de haber sacado la pulpa y dar forma conoide al conducto. El éxito de la obturación depende principalmente de la limpieza y conformación de los conductos, con limas y sistemas de irrigación, la restauración posterior, la capacidad técnica del odontólogo y la existencia de un periodonto sano. Son necesarias unas normas de calidad, una obturación es adecuada cuando hace un buen relleno cercano a la unión amelocementaria y el conducto radicular adopta una forma cónica y uniforme, sin eliminación de excesiva estructura dentaria.

## Técnicas de obturación
Existen varias técnicas:
- Técnica de compactación lateral en frío: Es la más empleada por su sencillez, eficacia demostrada, está indicada en la mayor parte de los casos, empleo de instrumental sencillo y control del límite apical de la obturación. Incluye los siguientes pasos:
  - Calibrado de la zona apical del conducto: Lima apical maestra, su grosor es el mínimo que vamos a usar.
  - Elección del espaciador: tiene que alcanzar la longitud de trabajo, esto es la longitud que mide desde la corona hasta el ápice, menos 1 o 2 milímetros. Se recomienda usar espaciadores digitales para una mayor fiabilidad. El espaciador permite una mayor libertad de movimientos y pueden ser de acero inoxidable o de NiTi, es una aleación de níquel y titanio, ya que generan menos fuerzas y por lo tanto hay menos riesgo de fractura radicular
  - Elección de la punta de gutapercha: Tipo β, el diámetro será el mismo que el de la lima apical maestra. Conicidad del 0'02 milímetros en la técnica manual y de 0.04-0.06 milímetros con instrumentos rotatorios:
  - Prueba táctil: notar una pequeña resistencia al introducirla.
  - Prueba métrica: con la regla milimetrada estéril.
  - Prueba visual: radiografía de conometría.

- Técnicas de gutapercha termoplastificada. Se pueden utilizar técnicas de condensación vertical calentando previamente la gutapercha con instrumentos calientes o con aparatos destinados a tal uso como el touch and heat. También pueden utilizarse condensadores verticales calentados eléctricamente (System B) y pistola de gutapercha termoplastificada (obtura 2, elements, Beefill).

## Materiales de obturación
El material ideal debe ser de fácil manipulación y un tiempo de fraguado adecuado, buena adhesividad, insoluble, estable, de fácil eliminación con disolventes, no pigmentarse, biocompatible, no cancerígeno y producir un sellado tridimensional adecuado. Según sus condiciones tendremos dos grandes grupos: sólidos o semisólidos y plásticos.

### Materiales de obturación sólidos
Existen 3 materiales:
- Gutapercha
- Puntas de plata: en desuso, 99 % es plata en estado natural.
- Vástagos recubiertos de gutapercha: Se ablandan con el calor.

### Materiales de obturación plásticos
El objetivo es un sellado impermeable, relleno de irregularidades, introducción en conductos laterales y lubricación. Existen varios:
- Pastas antisépticas: No endurecen dentro del conducto, se reabsorben bien, no usar en restauraciones definitivas, se distinguen dos tipos:
- Pasta de Walkoff: rápida reabsorción, material de obturación definitivo, lleva yodoformo, paraclorofenol, alcanfor y menta.
- Pasta de Maisto: lenta reabsorción, se compone de timol, yodoformo, propilenglicol, lanolina anhidra y óxido de zinc.
- Pastas alcalinas: llevan hidróxido de calcio puro con suero y agua destilada, se utilizan en apicoformación, endodoncia con exudado controlado y como obturación temporal. El mecanismo de actuación del hidróxido de calcio es, por su alto pH alcalino, también calcificante. Los inconvenientes del hidróxido de calcio son: es un bactericida temporal, da reabsorciones y es difícil controlar hasta que la longitud del conducto entra.
- Cementos: hay dos grupos, que son los que tienen base de óxido de zinc y los que tienen base de resina plástica.
  - Base de óxido de zinc: son los más antiguos, asociados a resinas naturales (adhesión y fluidez) y a sales de bario, bismuto y plata que le dará radiopacidad. Tienen las ventajas de un tiempo de manipulación prologado, altamente fluidos y estabilidad dimensional. Como desventajas, se producen tinciones, solubilidad, no tiene una buena adhesión y tiene efecto irritante.
    - Cemento de Grossman: compuesto por óxido de zinc, resina hidrogenada, subcarbonato de bismuto, sulfato de bario y eugenol. Tiene un buen tiempo de trabajo, es biocompatible, radiopacidad adecuada y tiene buena adherencia a la dentina.
    - Cemento de Rickert: compuesto por óxido de zinc, plata precipitada, yoduro de timol, resina blanda, eugenol y bálsamo de Canadá. Tiñe los dientes, es antibacteriano y puede ser lesivo.
    - Cemento de Wach: compuesto por óxido de zinc, fosfato de calcio, subnitrato de bismuto, subyoduro de bismuto, óxido de magnesio, eugenol y bálsamo de Canadá.
    - Tubliseal: compuesto por óxido de zinc, trióxido de bismuto, oleorresinas, yoduro de timol, aceites modificadores, eugenol y bálsamo de Canadá.
    - Endome Thasone: compuesto por: óxido de zinc, paraformaldehido, óxido rojo de plomo ominio, sulfato de bario y magnesio, yoduro de timol, dexametasona e hidrocortisona.

  - Base de resina plástica:
    - Diaket: resina polivinílica, bajo tiempo de trabajo, alta radiopacidad, alta fluidez y puede ser irritante hístico.
    - AH26: resina epóxica, alto tiempo de trabajo, alta radiopacidad, alta fluidez, poco irritante hístico y de difícil aplicación.
    - AHPLUS Topseal: resina expoxidinámica, biocompatible, técnica de mezclado fácil, alta fluidez, alta adherencia, radiopaco, alto tiempo de trabajo y fácil de poner y quitar.